# Jemima Kirke
Jemima Kirke (ur. 26 kwietnia 1985 w Londynie) – amerykańska aktorka i malarka, która wystąpiła m.in. w filmie Mebelki i serialu Dziewczyny. Jest starszą siostrą Loli Kirke, również aktorki.

## Filmografia

### Filmy
| Rok  | Tytuł                | Rola               | Uwagi       |
| ---- | -------------------- | ------------------ | ----------- |
| 2005 | Smile for the Camera | Twin Singer (głos) | krótkometr. |
| 2010 | Mebelki              | Charlotte          |             |
| 2015 | Ava's Possessions    | Ivy                |             |
| 2017 | The Little Hours     | Marta              |             |
| 2018 | Wild Honey Pie       | Gillian            |             |
| 2018 | Untogether           | Andrea Moore       |             |
| 2018 | Zwykłe chwile        | Odessa             |             |
| 2020 | Sylvie               | Countess           |             |

### Telewizja
| Rok       | Tytuł         | Rola                        | Uwagi              |
| --------- | ------------- | --------------------------- | ------------------ |
| 2012–2017 | Dziewczyny    | Jessa Johansson             | gł. rola (53 odc.) |
| 2015      | Axe Cop       | Water Queen (głos)          | 1 odc.             |
| 2015      | Simpsonowie   | przyjaciółka Candace (głos) | 1 odc.             |
| 2018      | Wariat        | Adelaide                    | miniserial; 5 odc. |
| 2019      | W potrzebie   | Ona sama                    | 1 odc.             |
| 2021      | Sex Education | Dyrektorka Hope             | Sezon 3            |